# Ciao, 2020! (album)
Ciao, 2020! è una compilation pubblicata il 25 febbraio 2021 dalla Warner Music Russia tratta dalla omonima edizione speciale del programma Večernij Urgant.  Rispetto alle versioni originali dello speciale televisivo,  cantate in un italiano parodistico, tutte le canzoni sono state tradotte e riadattate in italiano standard e in una versione estesa.

## Tracce
1. La Dora – Innamorata – 2:22 (testo: Dar'ja Šichanova e Vladimir Galat; trad. it.: Elena Vladimirovna Chebakova – musica: Igor' Vlasov)
2. Giorgio Criddi – Ragazza copertina – 1:29 (testo: Egor Nikolaevič Bulatkin; trad. it.: Elena Vladimirovna Chebakova – musica: A. Brashovean, Egor Nikolaevič Bulatkin e Oleg Gennad'evich Belov)
3. Julia Ziverti – Credo – 2:30 (testo: B. D. Leonovich ed Ekaterina Nikitina; trad. it.: Elena Vladimirovna Chebakova – musica: B. D. Leonovich, S. Vardanyan e U. D. Zivert)
4. Arti e Asti – Bambina balla
5. Giovanni Dorni – Cicchi
6. Piccolo Grandi – Mamma Maria – 2:51 (testo: Cristiano Minellono – musica: Dario Farina, Il'ja Prusikin e Viktor Sibrinin)
7. La Soldinetta e Vittorio Isaia – Chiesi io al frassino
8. Nicola Bascha con Danielle Milocchi – La baldoria
9. Crema de la Soda – Piango al tecno
10. Niletto Niletti e Claudia Cocca – Crush
11. Jony – La cometa